# رودريغو كرسبو
رودريغو كرسبو (بالإسبانية: Rodrigo Crespo)‏ هو منتج أسطوانات وملحن ومغني أرجنتيني، ولد في 18 يونيو 1979.

## وصلات خارجية
لم يتم العثور على روابط لمواقع التواصل الاجتماعي.